# لو روبوزوار

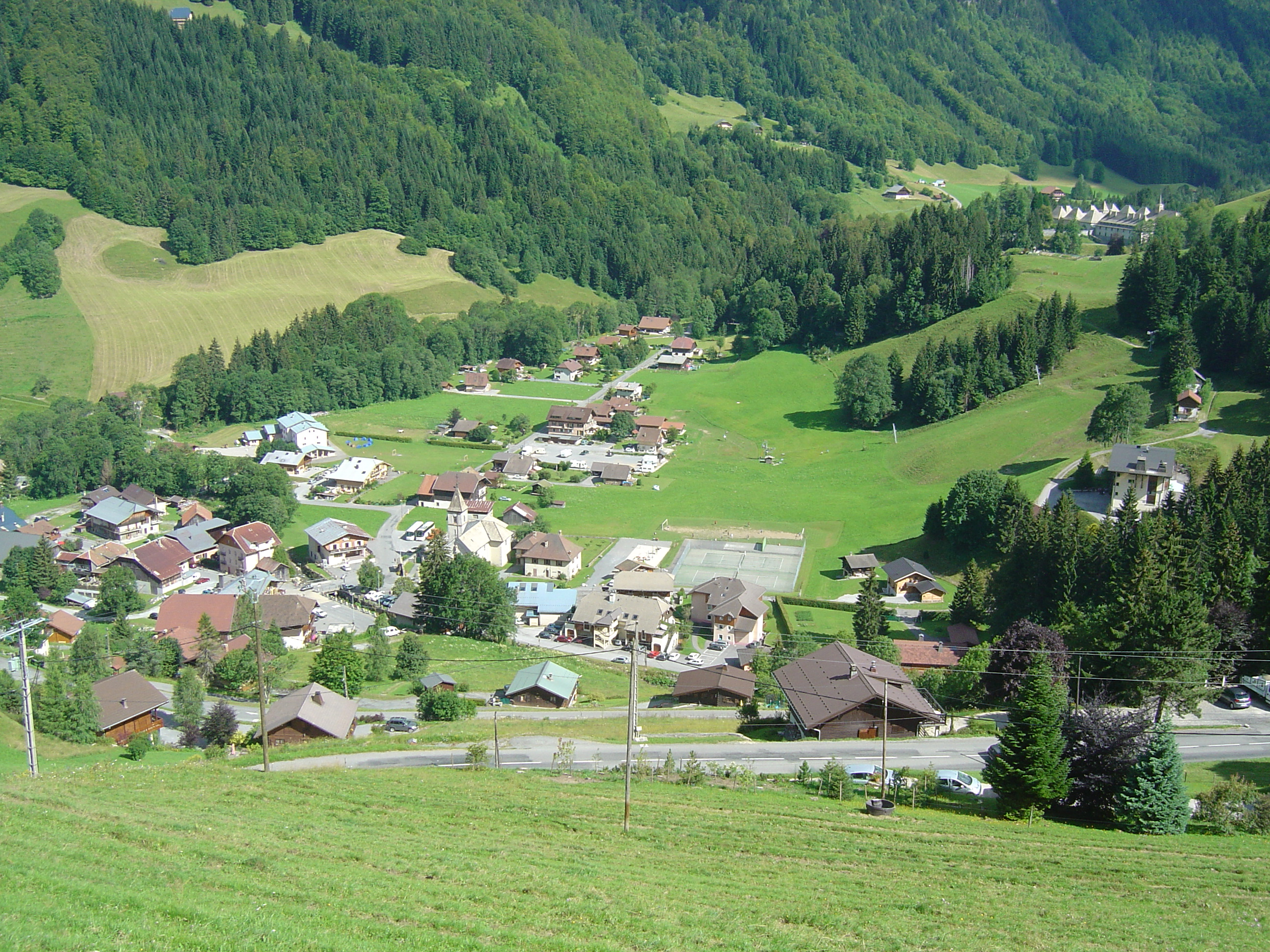
منظر عام للبلدية.

لو روبوزوار (بالفرنسية: Le Reposoir)‏ هي بلدية فرنسية تقع في منطقة رون ألب بإقليم هوت سافوا.

## جغرافيا
تفع البلدية في قدم ممر كولومبيير.

## ديموغرافيا
سنة 2013، كان عدد سكان هذه البلدية 508 نسمة.